# 가미카와정 (효고현)
가미카와정(일본어: 神河町)은 일본 효고현의 거의 중앙부에 있는 간자키군의 정이다. 2005년 11월 7일에 간자키군 간자키정, 오카와치정이 합병해 탄생했다.

## 지리
다지마와 하리마의 분수령 남쪽에 위치하고 있어 '하리마의 안방'으로도 불린다. 면적은 202.23제곱킬로미터. 산림이 약 80%를 차지하고 있으며, 센마치가봉, 센케봉, 효카렌산 등 1,000m급 산으로 둘러싸여 있다. 봉산, 도봉 고원은 간사이 지방에서도 손꼽히는 고원지대이다. 정은 오다와라가와, 이치카와, 고치카와, 이누미가와 같은 강을 따라 좁은 골짜기 평야에 점점이 흩어져 있다. 가미카와정 사무소 부근의 표고는 150미터이다.

## 역사
2005년 11월 7일에 간자키군 간자키정, 오카와치정이 합병해 탄생했다.

## 인구
| 연도 | 인구     | ±% |
| ---- | -------- | -- |
| 1970 | 14,659명 | —  |
| 1975 | 14,517명 | —  |
| 1980 | 14,401명 | —  |
| 1985 | 14,266명 | —  |
| 1990 | 14,492명 | —  |
| 1995 | 13,829명 | —  |
| 2000 | 13,500명 | —  |
| 2005 | 13,077명 | —  |
| 2010 | 12,289명 | —  |
| 2015 | 11,452명 | —  |
| 2020 | 10,616명 | —  |

## 교통

### 철도

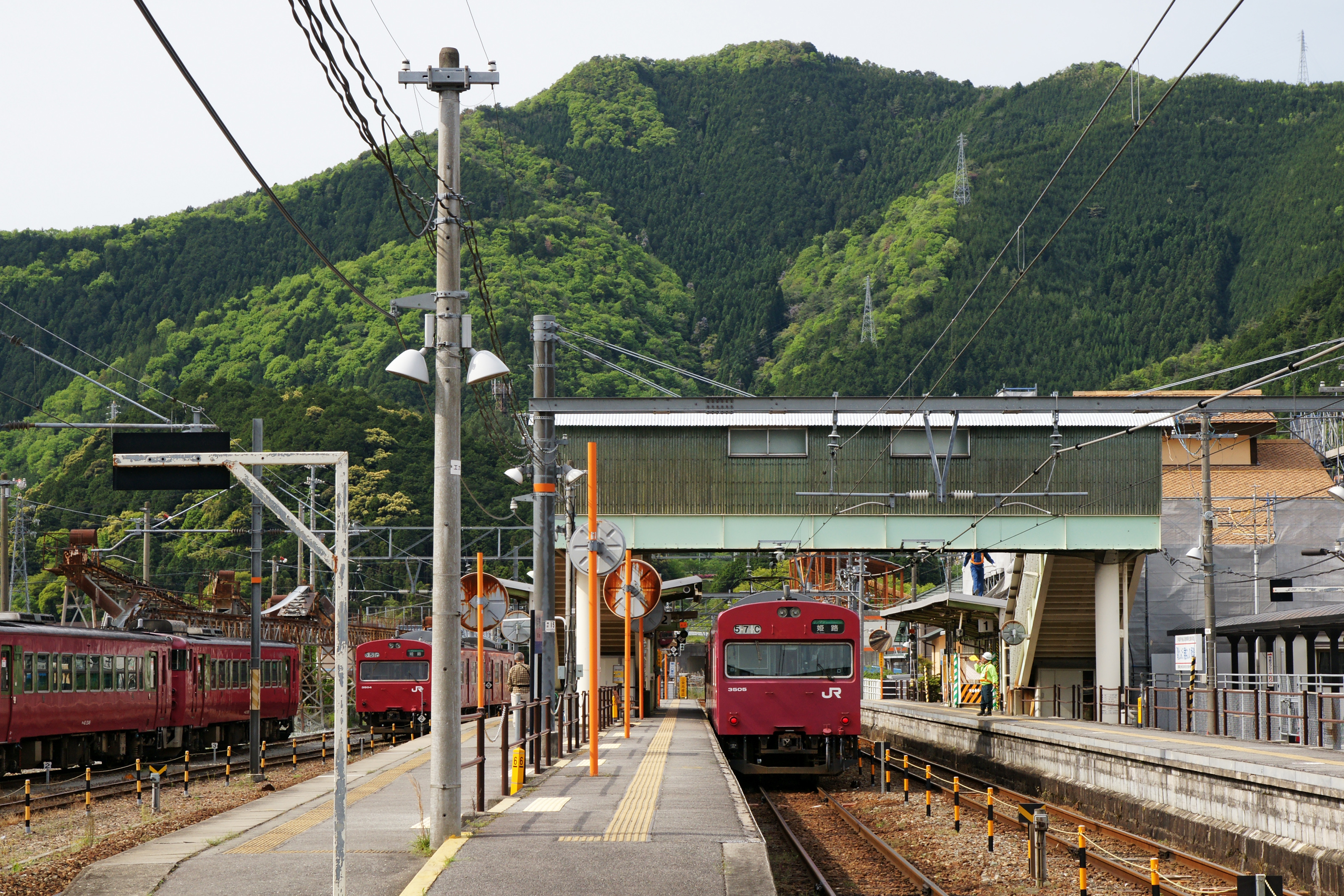
데라마에역

- 서일본 여객철도 반탄선

### 도로
- 국도 제312호선 (일본)(일본어판)